# Alouatta ululata
Bugio-de-mãos-ruivas-do-Maranhão (Alouatta ululata) é uma espécie de bugio endêmica do Brasil, ocorrendo na costa do Maranhão, Piauí e Ceará, sendo comum na Mata de cocais. É muito semelhante a Alouatta belzebul, entretanto, possui um dicromatismo sexual muito marcante: o macho possui coloração negra brilhante e a fêmea possui coloração pardo-amarelada.